# François Giacobbi
François Giacobbi, nascut el 19 de juliol de 1919 a Venaco i mort el 7 de març de 1997 a París, és un polític francès de Còrsega.
Era fill de Paul Giacobbi (1896-1951) qui havia estat ministre amb de Gaulle, i pare de Paul Giacobbi, diputat de Còrsega.

## Càrrecs
- Sotssecretari d'Estat àa la Presidència del Consell del govern de Félix Gaillard (d'11 de novembre de 1957 a 15 d'abril de 1958)
- Sotssecretari d'Estat a la Presidència del Consell del govern de Maurice Bourgès-Maunoury (de 17 de juny a 30 de setembre de 1957)

- Diputat radical de Còrsega (1956-1958)
- Senador de Còrsega i Alta Còrsega de 1962 a 1997
- President del Consell General de Còrsega de 1959 a 1976
- President del Consell General d'Alta Còrsega de 1976 a 1982
- President de l'Assemblea de Còrsega (1974-1979)

| Precedit per: Primer en el càrrec | President de l'Assemblea de Còrsega 1974 - 1979 | Succeït per: Jean Filippi |